# ウルリヒ・コッホ
ウルリヒ・コッホ（Ulrich Koch、1921年3月14日 - 1996年6月7日）は、ドイツ・ブラウンシュヴァイク生まれのヴィオラ奏者。

## 略歴
J.ヴォイク、A.H.ブルイニエール、W.プリムローズらに学ぶ。ブラウンシュヴァイク国立劇場管弦楽団コンサートマスター（ヴァイオリン）を経て、南西ドイツ放送交響楽団の首席ヴィオラ奏者となる。また、フライブルク国立音楽大学弦楽器長を務め、死去まで同大学終身教授であった。ベルリン・フィルハーモニー管弦楽団、パリ管弦楽団、NHK交響楽団等の世界各国の著名なオーケストラのソリストとして共演、またヨーロッパ、アメリカ各国の主要都市でリサイタルを開催した。室内楽の分野においてもブルイニエール弦楽四重奏団、ベル・アルテ・アンサンブルのメンバーとして、またカペラ・コロニエンシスのソリストとしても世界各地で演奏会を行った。
多数のレコード、CDの録音、ビデオディスクの録画（R.シュトラウス「ドンキホーテ」をカラヤン指揮ベルリン・フィルのソリストとしてロストロポーヴィチと共演、ブラームスとレーガーのヴィオラとピアノのためのソナタを中村幸子と共演）をしており、さらに多くのヴィオラ協奏曲を初演している。
その他、ミュンヘン、ジュネーヴ、パリ、フィレンツェ等の国際コンクールの審査員に名をつらね、ヴィオラ・ダモーレ、ヴィオラ・ポンポーサなどの研究演奏でも知られている。1981年、ドイツ連邦共和国功労勲章功労十字賞を受賞した。
1981年、1983年から1989年に、武蔵野音楽大学の招きにより来日して、客員教授としてレッスン、アンサンブル指導、講座、リサイタルなどを行った。1990年から1996年には同大学客員教授として、年間を通して武蔵野音楽大学で教鞭を執った。その間の1990年には、山形交響楽団定期演奏会において、バルトークのヴィオラ協奏曲を演奏、イソ弦楽四重奏団定期演奏会にゲスト出演した他、中村幸子とのリサイタルを毎年開催するなど精力的に活動をした。
東京にて死去。